# Sinforiano García
Sinforiano García (Puerto Pinasco, 22 augustus 1924 – 29 mei 1992) was een Paraguayaans voetballer. 

## Biografie
García begon zijn carrière bij Atlético Corrales en maakte al snel de overstap naar Cerro Porteño. Nadat hij met de nationale ploeg deelnam aan het Zuid-Amerikaans voetbalkampioenschap van 1949 werd hij opgemerkt door Braziliaanse scouts en werd hij ingelijfd bij Flamengo. Zijn eerste wedstrijd voor de club was een vriendschappelijke wedstrijd tegen het Engelse Arsenal, dat de club met 3-1 won. Van 1953 tot 1955 behaalde hij met zijn team drie opeenvolgende titels in het Campeonato Carioca.
Sinforiano García overleed in 1992 op 67-jarige leeftijd.